# Greg Iles
Greg Iles (ur. 8 kwietnia 1960 w Stuttgarcie, zm. 15 sierpnia 2025) – amerykański pisarz powieści sensacyjnych, mieszkający w Natchez w Missisipi. Zdobył popularność debiutanckim thrillerem Spandau Phoenix, opisującym mroczne tajemnice II wojny światowej. W dorobku pisarza są thrillery wojenne i psychologiczne, kryminały w stylu Harlana Cobena (W martwym śnie), czy powieści z typowo ludlumowską intrygą (Gra w Boga). Książka 24 Hours została sfilmowana z udziałem Charlize Theron.

## Twórczość
- Spandau Phoenix (1993)
- Black Cross (1995)
- Mortal Fear (1997)
- The Quiet Game (1999)
- 24 Hours (2000)
- Dead Sleep (2001) – wyd pol. W martwym śnie, Albatros 2005
- Sleep No More (2002)
- The Footprints of God lub Dark Matter (2003) – wyd pol. Gra w Boga, Albatros
- Blood Memory (2005) – wyd pol. Pamięć krwi, Albatros
- Turning Angel (2005) – wyd pol. Anioł z Missisipi, Albatros 2008
- True Evil (2006)
- Third Degree (2007)
- The Devil's Punchbowl (2009)
- The Bone Tree (2013)
- The Trial of Tom Cage (zapowiedź)